# Mesochorus tachinae
Mesochorus tachinae là một loài tò vò trong họ Ichneumonidae.